# Барон Сент-Хеленс
Барон Сент-Хеленс — наследственный пэрский титул, созданный трижды в британской истории (1791 год — Пэрство Ирландии, 1801 и 1964 годы — Пэрство Соединённого королевства).

## История
Впервые титул барона Сент-Хеленса был создан 26 января 1791 года для британского дипломата и государственного деятеля Аллейна Фицгерберта (1753—1839). Он был послом Великобритании в Бельгии (1773—1783), Франции (1782—1783), России (1783—1787, 1801—1802), Испании (1790—1794) и Нидерландах (1794—1795). Депутат Ирландской палаты общин от Каристорфа (1788—1790) и главный секретарь Ирландии (1787—1789).
31 июля 1801 года для Аллейна Фицгерберта был вторично создан титул Сент-Хеленса из Сент-Хеленса на острове Уайт в графстве Саутгемптон (Пэрство Соединённого королевства), что давало ему право заседать в Палате лордов Великобритании. В 1839 году после смерти Аллейна Фицгерберта оба титула барона угасли. Лорд Сент-Хеленс был сыном Уильяма Фицгерберта, депутата парламента от Дерби, и младшим братом Уильяма Фицгерберта, 1-го баронета (1748—1791).
В третий раз титул барона Сент-Хеленса был создан 31 декабря 1964 года для консервативного политика Майкла Хьюза-Янга (1912—1980). Он получил титул барона Сент-Хеленс из Сент-Хеленс в графстве Ланкашир. Он был депутатом Палаты общин Великобритании от Центрального Уондсворта (1955—1964) и казначеем королевского двора (1962—1964). Этот был один из последних наследственных баронов, созданных в звании пэра Соединённого королевства. Его сын — Ричард Фрэнсис Хьюз-Янг, 2-й барон Сент-Хеленс (1945—2025).
По состоянию на 2025 год носителем титула являлся его внук, Генри Томас Хьюз-Янг, 3-й барон Сент-Хеленс (род. 1986), который сменил своего отца в 2025 году.
Генри Джордж Янг (1870—1956), отец первого барона, был бригадным генералом британской армии.

## Бароны Сент-Хеленс, первая креация (1791) и вторая креация (1801)
- 1791—1839: Аллейн Фицгерберт, 1-й барон Сент-Хеленс (1 марта 1753 — 19 февраля 1839), второй (младший) сын Уильяма Фицгерберта (ум. 1772).

## Бароны Сент-Хеленс, третья креация (1964)
- 1964—1980: Майкл Генри Колин Хьюз-Янг, 1-й барон Сент-Хеленс (28 октября 1912 — 27 декабря 1980), единственный сын бригадного генерала Генри Джорджа Янга (1870—1956);
- 1980—2025: Ричард Фрэнсис Хьюз-Янг, 2-й барон Сент-Хеленс (4 ноября 1945 — 1 марта 2025), второй (младший) сын предыдущего;
- 1980 — настоящее время: Генри Томас Хьюз-Янг, 3-й барон Сент-Хеленс (род. 7 марта 1986), единственный сын предыдущего.

Нет наследника титула.